# Joseph Hommebon Richaud
Joseph Hommebon Richaud (Ginasservis, 13 novembre 1826 – Parigi, ...) è stato un generale francese.

## Biografia
Joseph Hommebon Richaud nacque il 13 novembre 1826 a Ginasservis, nel dipartimento di Var, intraprendendo la propria carriera militare arruolandosi nel 3º reggimento di fanteria di linea nel 1845.
Promosso Sottotenente già dal 1849, divenne Tenente il 23 febbraio del 1854 e nel dicembre dello stesso anno venne incorporato nel reggimento degli zuavi della Guardia Imperiale appena creato. È sempre con il grado di Tenente in questo corpo che prenderà parte alla Battaglia di Magenta ove verrà ferito.
Decorato con la medaglia di Cavaliere della Legion d'Onore dopo la vittoria della battaglia, venne nominato capitano il 28 giugno 1859, lasciando poco dopo la Guardia Imperiale per raggiungere il comando del 2º reggimento di zuavi.